# Borgerkrigen i Nordyemen
Borgerkrigen i Nordyemen var en borgerkrig som blev udkæmpet i Nordyemen fra 1962 til 1970 mellem jemenitiske royalister som ønskede monarkiets bevarelse, og republikanere som ønskede at vælte kongedømmet og oprette en panarabisk republik svarende til Nassers Ægypten. Krigen begyndte med at republikanske oprørere anført af hæren under Abdullah al-Sallals kommando gennemførte et statskup i 1962 som afsatte den nyligt kronede imam Muhammad al-Badr, og erklærede Yemen er republik med Sallal som præsident. Al-Badr flygtede til de nordlige dele af Nordyemen og forsøgte at skaffe støtte fra nordlige shia-stammer til at generobre magten.
På royalistsiden støttede Jordan og Saudi-Arabien med militærhjælp, og Storbritannien støttede i det skjulte. Republikanerne var støttede af Ægypten og fik kampfly fra Sovjetunionen. Både irregulære og konventionelle fremmede styrker deltog i krigen. Ægyptens præsident Nasser støttede republikanerne med 70.000 ægyptiske styrker og våben. Trods flere militære bevægelser og fredskonferencer blev situationen fastlåst i midten af 1960'erne.
Ægyptens store involvering i Nordyemen er anset som en medvirkende årsag til landets katastrofale nederlag i seksdageskrigen mod Israel i juni 1967. Efter dette nederlag begyndte Nasser at trække tropper ud af Nordyemen.
Sallal blev afsat ved et kup 5. november 1967. Den nye republikanske regering var ledet af Abdul Rahman Iryani, men situationen i hovedstaden Sana'a var ustabil, og royalisterne som nærmere sig fra nord, indledte en belejring af Sana'a i november 1967. Det lykkedes for republikanerne at bevare kontrollen over Sana'a, og i februar 1968 blev belejringen hævet. Der var skiftende sammenstød og fredsforhandlinger mellem parterne indtil 1970 hvor Saudi-Arabien anerkendte republikken. og en våbenhvile trådte i kraft.
Ægyptiske militærhistorikere refererer til krigen i Nordyemen som deres Vietman. Historikeren Michael Oren (tidligere israelisk ambassadør i USA) skrev at Ægyptens militære deltagelse i Yemen var så katastrofal at Vietnamkrigen sagtens kunne være blevet kaldt Amerikas Yemen.